# کافی سپرینگ (آلاباما)
کافیسپرینگ (به انگلیسی: Coffee Springs) شهری در شهرستان جنیوا ایالت آلاباما است که مساحت آن ۲٫۰۶ کیلومتر مربع است و در سرشماری سال ۲۰۱۰ میلادی، ۲۲۸ نفر جمعیت داشته و تراکم جمعیتی آن، ۱۱۰٫۶۸ نفر در هر کیلومتر مربع بوده است.